# Gjon Delhusa
Gjon Delhusa (AFI: [ˈd͡ʒon ˈdɛlhusɒ]) es un cantante, compositor y letrista húngaro de origen albanés, primo del futbolista húngaro Kálmán Ihász. Representó a Hungría en el Festival de la Canción de Eurovisión 1996. 

## Biografía
Delhusa nació el 9 de agosto de 1953, en Budapest. Su madre, Erzsébet Ihász, era tía de Kálmán Ihász. Sus abuelos paternos eran de Grecia y Albania y por el lado materno tiene orígenes germano-húngaros. Pasó su infancia en Zugló, queriendo en ese entonces ser mecánico de autos. 
Comenzó su carrera de música ligera a una edad muy temprana. Tenía solo 18 años cuando, en 1971, interpretó la canción Hegyek lánya de Attila y Károly Kőszeghy en el Táncdalfesztiválon, un concurso de música organizado por Magyar Televízió, la televisión pública de Hungría. Gracias a esto, Delhusa se hizo conocido de inmediato.
El año 1974 fue muy exitoso para él, ya que todos sus discos (cuatro sencillos) lanzados antes de ese año se convirtieron en discos de oro. vendiendo 500.000 copias.
Ese mismo año obtuvo el Gran Premio del Festival Internacional de la Canción de Dresde, en la República Democrática Alemana. Firmó un contrato de grabación con el sello alemán Amiga y lanzó su primer single, Mein Erste Mädchen, cantado en alemán, vendiendo 500.000 copias. En 1975 también fue elegido cantante del año de la RDA. Estos premios también fueron de gran importancia, dado que él y la cantante Katin Kovács, son los únicos cantantes húngaros que ganaron estos premios.
En 1977, fue el cantante principal del conjunto Bergendy durante unas semanas, dando un concierto en la gala del Festival Metronome ’77. En 1979, se lanzó su primer álbum importante, Delhusa Gjon. Hasta 1980, participó en los principales festivales de Europa del Este, en los que obtuvo premios.
Ha escrito canciones para Goldie Ens y Goombay Dance Band, entre otros artistas. En 1980 firmó un contrato por tres años con la compañía discográfica de Alemania Occidental TELDEC, y en 1983 le ofrecieron otro contrato por tres años, pero con la condición de que se estableciera en Alemania.
En 1988, participó en un concurso de canciones en Cuba, donde fue el mejor compositor.
En 1989 se edita en casa el disco Csavargó a cargo del sello Rákóczi, que resultó ser un éxito. Se convirtió en disco de oro en pocos días, y dos años después ya era disco de platino, lo que significó 100.000 copias vendidas. 
Delhusa tocó durante un corto tiempo con András Markó , un exmiembro de la banda Gemini, y luego se mudó a la RDA, donde trabajó durante varios años. En 1989, recibió el premio EMeRTon de la radio húngara.
En 1996, recibió la Cruz de Oro del Gobierno de Albania por su álbum Mediterranean. En 1997, se lanzó un CD en Curazao con las canciones ganadoras del Festival Cubano de 1988.
En 2002, alcanzó el millón de copias vendidas. Sus canciones más exitosas incluyen una canción escrita en memoria de su amigo de la infancia, Csaba Kesjár (Gyertyák a síron), un piloto de carreras que murió joven.
El 15 de marzo de 2005, recibió la Cruz de Oro al Mérito de la República de Hungría, y en abril de ese mismo año, fue distinguido con la Orden de Vitéz, como Miembro de la Orden de los Caballeros en la Iglesia de los Héroes de Dunaújváros.

## Eurovisión
En 1996, Delhusa fue seleccionado a través de una final nacional para representar a Hungría en el Festival de la Canción de Eurovisión, celebrado ese año en Oslo, con la canción Fortuna, pero fue eliminado en la preselección de audio. Esta ronda pre-clasificatoria, que no fue transmitida de ninguna manera y cuyas votaciones completas tampoco se hicieron públicas, generó gran controversia, ya que junto con Hungría, Alemania, uno de los principales contribuyentes financieros del concurso, también fue eliminada, por lo que los organizadores se enfrentaron con muchos menos medios económicos de los esperados. Debido a esto, este peculiar sistema de preselección se eliminó después de ese año.

## Premios y reconocimientos
- 1974 – Gran Premio del Festival de Dresde
- 1975 – Cantante del año en la RDA
- 1988 – Premio al Mejor Compositor del Concurso de la Canción Cubana
- 1989 – Premio EMeRTon
- 1996 – Cruz de Oro del Gobierno de Albania
- 2000 – Comunidad Gitana - Premio Cantante del Año
- 2005 – Cruz de Oro al Mérito de la República de Hungría
- 2005 – Miembro de la Orden de los Caballeros en la Iglesia de los Héroes de Dunaújváros - Orden de Vitéz

## Discografía
- 1979 I.
- 1979 Flieg mit dem Wind
- 1983 Matina
- 1986 Delhusa Gjon
- 1989 Csavargó – aranylemez
- 1990 Átviszlek az éjszakán – aranylemez
- 1991 Mindenem a farmerem – aranylemez
- 1992 Tévelygő angyal
- 1993 Túl vakmerő – aranylemez
- 1994 Delhusa líra – platinalemez[5]
- 1995 Mediterrán – aranylemez
- 1996 Rossz pénz
- 1997 Indián nyár
- 1999 Szerenád – aranylemez
- 2000 Líra kettő
- 2001 Kicsordul majd a szívem – aranylemez
- 2002 Szívek tengerén
- 2003 Bulizós slágerek – aranylemez
- 2004 Szeress még
- 2007 Best Of
- 2009 Fény